# ارين بنيس
ارين بنيس (بالإنجليزية: Warren Bennis) هو اقتصادي وكاتب وعالم نفس أمريكي، ولد في 8 مارس 1925 في نيويورك في الولايات المتحدة، وتوفي في 31 يوليو 2014 في لوس أنجلوس في الولايات المتحدة.

## وصلات خارجية
- ارين بنيس على موقع إن إن دي بي (الإنجليزية)